# Längsebenheit
Die Längsebenheit bezeichnet die Ebenheit von Straßen und Wegen in Längsrichtung und ist damit ein Qualitätsmerkmal im Straßenbau. Übermäßige Abweichungen von der Längsebenheit wirken sich maßgeblich auf den Fahrkomfort und die Fahrsicherheit der Kraftfahrzeuge aus. Des Weiteren nimmt die Beanspruchung der Straßenbefestigung durch Unebenheiten in Längsrichtung zu. 
Die Messung der Längsebenheit kann entweder bei der Abnahme einer neu gebauten Straßenbefestigung erfolgen oder zur Bewertung einer bestehenden Straßenbefestigung dienen.

## Messverfahren
Die messtechnische Erfassung der Längsebenheit kann auf unterschiedliche Weise erfolgen:
- Lattenmessung
- Planograph
- Bump-Integrator
- High-Speed-Road-Monitor

## Normen und Standards
Deutschland
- Merkblatt für Ebenheitsprüfungen
- Technische Prüfvorschriften für Ebenheitsmessungen auf Fahrbahnoberflächen in Längs- und Querrichtung (TP Eben)